# Anders Nygren

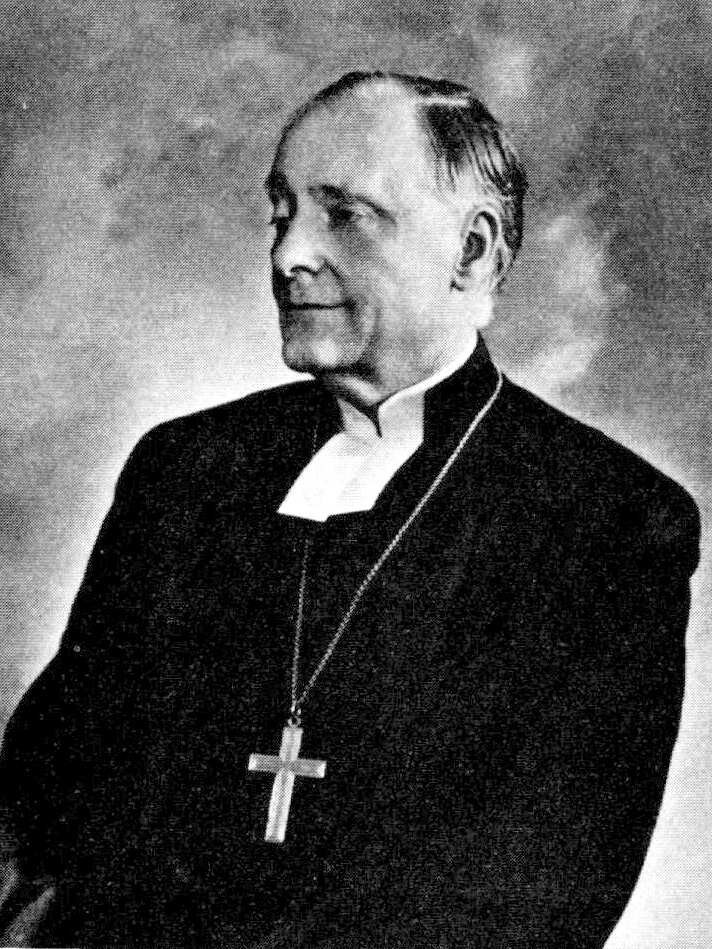
Anders Nygren, ca. 1950

Anders Theodor Samuel Nygren (* 15. November 1890 in Göteborg; † 20. Oktober 1978 in Lund) war ein schwedischer lutherischer Theologe und Bischof.

## Leben
Nach dem Theologiestudium an der Universität Lund wurde Nygren 1912 zum Pfarrer der Schwedischen Kirche ordiniert. Seine erste Pfarrstelle hatte er in Ölmevalla (heute Gemeinde Kungsbacka). Eine Studienreise nach Deutschland 1919/29, auf der er Kontakt mit Carl Stange und Ernst Troeltsch hatte, diente einer vertieften Beschäftigung mit Immanuel Kant und Friedrich Schleiermacher. 1921 folgte in Lund die Promotion zum Thema Religiöst Apriori. Nach einigen Jahren als Dozent wurde Anders Nygren 1924 auf die Professur für Systematische Theologie (Schwerpunkt Ethik) berufen. Daneben gehörte er auch dem Domkapitel des Bistums Lund an. Während der gemeinsamen Jahre mit seinem Fakultätskollegen Gustaf Aulén begründete Nygren die Richtung einer Schule von Lund, die sich durch einen ideengeschichtlichen, philosophisch geschulten Zugang zur Dogmatik auszeichnete.
Sein Hauptwerk Eros und Agape – zugleich erschienen in Schweden und Deutschland in zwei Bänden 1930 und 1937 – begründete die Methode der Motivforschung: Zentrale christliche Lehren, zunächst die Liebe, sollten im Vergleich mit Motiven aus der antiken Philosophie und anderer Religionen erhellt werden. Charakteristisch für die schwedische Luther-Renaissance ist Nygrens Behauptung, Martin Luthers Rechtfertigungslehre habe jene Bedeutung des urchristlichen Grundmotivs einer selbstlosen Liebe Agape wiederhergestellt.
Nygren unterstützte den Kampf der Bekennenden Kirche gegen den Nationalsozialismus in Deutschland und wurde dafür 1955 mit dem Bundesverdienstkreuz geehrt. Bei der Gründung des Lutherischen Weltbundes 1947 wurde er zum Vorsitzenden gewählt (bis 1952). Auch in anderen ökumenischen Organisationen war Nygren aktiv, besonders in der Kommission für Glauben und Kirchenverfassung des Ökumenischen Rates der Kirchen (ÖRK). 1949 wurde Nygren Bischof im Bistum Lund.
Nach seiner Pensionierung 1958 arbeitete Nygren weiter wissenschaftlich; er lehrte unter anderem in den USA. In seinem Spätwerk Meaning and Method (1972) nimmt Nygren Impulse der Sprachphilosophie Ludwig Wittgensteins auf.

## Ehrungen
- Ehrendoktorwürde der Universität Heidelberg 1950
- Großes Bundesverdienstkreuz mit Stern (5. September 1955)[2]

## Veröffentlichungen
- Die Gültigkeit der religiösen Erfahrung. Bertelsmann, Gütersloh 1922.
- Dogmatikens vetenskapliga grundläggning. Med särskild hänsyn till den Kant-Schleiermacherska problemställningen. Svenska Kyrkans Diakonistyrelses Bokförlag, Stockholm 1935.
- Den kristna kärlekstanken genom tiderna: Eros och Agape. Svenska Kyrkans Diakonistyrelses Bokforlag, Stockholm 1930 u. 1936.
  - Deutsche Ausgabe: Eros und Agape. Gestaltwandlungen der christlichen Liebe. 2 Bände. Der Rufer Evangelischer Verlag, Gütersloh 1930 u. 1937.
- Pauli Brev Till Romarna. Svenska Kyrkans Diakonistyreles Bokförlag, Stockholm 1947.
  - Deutsche Ausgabe: Der Römerbrief. Übersetzung aus dem Schwedischen von Irmgard Nygren. Vandenhoeck & Ruprecht, Göttingen 1951.
- Das lebendige Wort Gottes. Ein Hirtenbrief - Eine Laiendogmatik. Evangelisches Verlagswerk, Stuttgart 1952.
- Das lebendige Wort in einer verantwortlichen Kirche. Das Wesen des kirchlichen Gottesdienstes. Evangelische Verlagsanstalt, Berlin 1953.
- Augustin und Luther. Zwei Studien über den Sinn der augustinischen Theologie. Evangelische Verlagsanstalt, Berlin 1958.
- Meaning and Method. 1972.
  - Deutsche Ausgabe: Sinn und Methode. Prolegomena zu einer wissenschaftlichen Religionsphilosophie und einer wissenschaftlichen Theologie. Vandenhoeck & Ruprecht, Göttingen 1979, ISBN 3-525-56151-2.